# 美國的核能安全

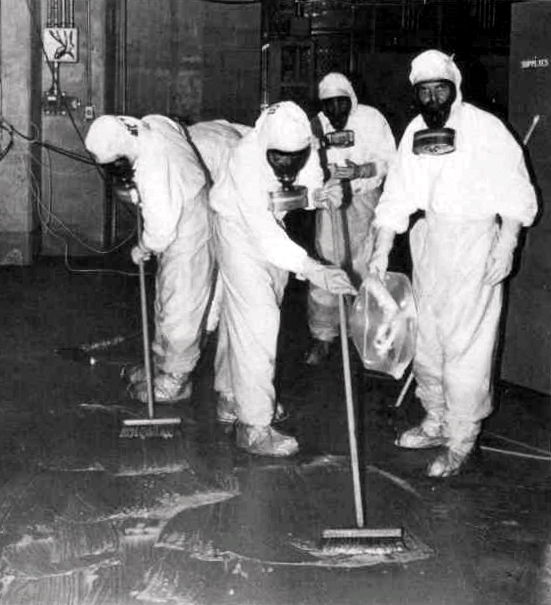
三哩岛核泄漏事故发生后，工作人员在清理放射性污染

美國的核能安全由聯邦美国核能管理委员会 (NRC)負責管理。除了一些由美國政府管理的電廠及核能物質外，其他核能電廠及核能物質都由核能管理委員會負責管理。核子動力船隻由美國政府管理
。
1979年美國的三哩岛核泄漏事故促使美國關注核能安全的問題。較早發生的事件也有類似的效果，像是1975年在阿拉巴马州布朗斯費裡核電廠發生的火災，1976年三名奇異核能工程師的證詞（GE Three）。1981年時加州魔鬼谷核電廠的員工無意間將其管道的約束設定為反向，破壞了防震系統，這些事件都降低了1970年代及80年代大眾對核能的信心。2002年時，美國發生了核安事件，前美国核能管理委员会專員Victor Gilinsky認為是1979年三哩島事件之後，「最接近災難的事件」，俄亥俄州Davis–Besse核電廠的工作人員發現反應堆的壓力容器上方有鏽蝕孔。
近來也有對於大部份核電廠普遍存在安全問題的關注。2012年時追蹤目前運作中核電廠安全問題的憂思科學家聯盟(UCS)，發現有「90%的核反應器有放射性同位素洩漏的問題，這也是以及构成核事故风险的问题」。
根據Black＆Veatch在災後發生的年度公用事業調查，在日本福島第一核電站災難發生後，美國電力行業的700名高管接受調查，核安全是最受關注的問題。 對核電廠的現場乏核燃料管理和設計基準威脅的要求可能會增加。現有反應堆的許可證擴展將面臨額外的審查，其結果取決於工廠滿足新要求的程度，並且可以重新審視已經為104個美國運營的反應堆中的60多個提供的一些擴展。 由於福島存儲池的經驗，現場存儲，合併的長期存儲和乏燃料的地質處置“很可能在新的角度中重新評估”。
2011年10月，美国核能管理委员会指示機構工作人員推進7月份聯邦工作組提出的12項安全建議中的7項。 這些建議包括“旨在加強運營商處理完全斷電的能力的新標準，確保工廠能夠抵禦洪水和地震，並提高應急響應能力”。 新的安全標準最多需要五年才能完全實施。

## 範圍
核安全專題包括：
- 對核設施可能發生或可能發生的事件或事件的研究和分析，
- 旨在防止這些事件或事件產生嚴重後果的設備和程序，
- 減少這些事件或事件後果的行動，
- 計算設備，程序或行動失敗的可能性和嚴重性，
- 評估這些後果的可能時間和範圍，
- 輻射外洩期間為保護公眾所採取的行動，
- 進行了培訓和演習，以確保在發生事故/事件時做好準備。

本文還將考慮已發生的事故。
在下文中，聯邦法規的名稱將以標準方式縮寫。 例如，“聯邦法規，標題10，第100部分，第23節”將作為“10CFR100.23”給出。

## 問題
根據美国核能管理委员会(NRC)的報告，超過四分之一的美國核電廠運營商“未能正確告知監管機構可能危及反應堆安全的設備缺陷”。
2011年2月，核工業的一家主要製造商報告說，在美國各地的二十多個反應堆中，控制棒存在潛在的“嚴重安全隱患”。 GE日立核能公司表示已發現大量裂縫和“材料變形”，並建議使用Marathon控制桿葉片的沸水反應堆比以前更頻繁地更換它們。 如果沒有修改設計壽命，它“可能導致嚴重的控制葉片開裂，如果不加以糾正，可能產生嚴重的安全隱患，並被視為可報告的條件，”該公司在其向美国核能管理委员会提交的報告中說。

### 放射性廢物儲存

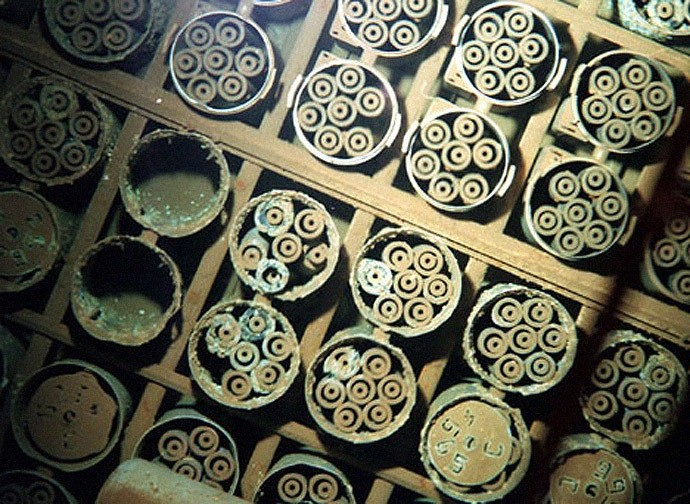
在美國華盛頓州的漢福德區，乏核燃料儲存在水下並且沒有蓋上蓋子。

福岛第一核电站事故重新提出了有關美國核反應堆風險的問題，特別是乏核燃料的儲存池。 2011年3月，核專家告訴國會，美國核電廠的乏燃料儲存池太滿了。 在乏燃料儲存池中發生火災可以釋放出銫-137。 專家表示，鑑於福岛第一核电站事故，整個美國的乏核燃料政策應該進行全面改革。
隨著內華達州尤卡山核废料处置库的取消，更多的放射性废料被裝入裝有惰性氣體的密封金屬桶中。 這些桶中的許多將儲存在存在鹽空氣環境的沿海或湖濱地區，麻省理工學院正在研究這種干式贮存桶如何在鹽環境中發揮作用。 有些人希望這些桶可以使用100年，但腐蝕可能會在30年或更短的時間內發生。 負責監管核問題的前能源部官員羅伯特·阿爾瓦雷斯(Robert Alvarez)表示，在建造和裝載永久性核儲存庫之前，干式贮存桶將提供更安全的儲存，這個過程可能需要數十年的時間。
在緬因，康涅狄格和蘭喬塞科這樣的地方，反應堆不再運行，但乏核燃料仍然存在於需要維護和監控的小型混凝土和鋼製筒倉中。 有時，核廢料的存在阻礙了工業對場地的再利用。
如果沒有長期存儲核廢料的解決方案，美國的核電復興(Nuclear renaissance)仍然不太可能。 九個州已经“明確暫停新核電，直到出現儲存解決方案”。
一些核電倡導者認為，美國應該開發能夠回收部分乏核燃料的工廠和反應堆。 （不是現在的美國回收其乏核燃料的政策。）但美國核未來藍絲帶委員會在2012年表示，“考慮到成本因素和核武器擴散風險，現有技術不足以實現這一目標“。

### 地震風險
美國大約三分之一的反應堆是沸水反應堆，這與福岛第一核电站事故有關的相同的技術。 沿著地震活躍的西海岸還有八座核電站。 與福島第一核電站相同年份的12個美國反應堆位於地震活動區。 地震風險通常通過“峰值地面加速度”或PGA來衡量。 在接下來的50年中，以下核電站的PGA超過0.15g的可能性為2％或更高：加利福尼亞州的Diablo Canyon（兩個机组單元的截止日期：2024/2025）; 田納西州的Sequoyah; 南卡羅的H.B.賓遜； 田納西州的瓦茨吧； 南卡的Virgil C. Summer; 喬治亚州的沃格爾（包括新建的兩個机组單元）; 紐約州的印第安角（兩個机组單元的截止日期：2021年）; 南卡的Oconee; 和新罕布什爾州的Seabrook。

### GE Mark 1反應堆安全殼設計
專家们長期以來一直批評通用電氣公司(GE)的Mark I反應堆安全殼設計，因為它提供了一個相對較弱的安全殼。 三位GE科學家（GE Three）在35年前辭職，以抗議Mark I安全殼系統的設計。 憂思科學家聯盟(UCS)的首席核安全官大衛·洛克鮑姆(David Lochbaum)一再質疑福島第一核电站的GE Mark 1反應堆安全殼設計的安全性。 在2012年核電安全報告中，大衛·洛克鮑姆和埃德溫·萊曼(Edwin Lyman)說：

福島核反應堆的設計與許多美國反應堆的設計非常相似，各自的應急響應程序也具有可比性。 但是，雖然大多數美國反應堆可能不容易受到該地點特定的地震/海嘯序列的影響，但它們很容易受到其他嚴重的自然災害的影響。 此外，恐怖主義襲擊也可能造成同樣嚴重的情況。

### 核反應堆的老化
核安全領域的一個重要問題是核反應堆的老化。 質量保證技術人員，焊接檢查員和放射線技師使用超聲波來尋找鐵水部件中的裂縫和其他缺陷，以便識別導致大裂縫的“微觀”缺陷。

### 人口因素
1.11億人居住在美國核電廠的50英里範圍內。